# WebCRM
WebCRM är ett mjukvaruföretag baserat i Köpenhamn, Danmark. De erbjuder en webbaserad programvara för Customer Relationship Management (CRM) som kallas webCRM.
De grundläggande funktionerna i webCRM är e-postmarknadsföring, aktivitetshantering, budget, offert, sälj pipeline och hemsida integration.

## Historia
WebCRM grundades 2002 av Erik Maltby och Jørgen Rode som ett företag specialiserat på att skapa webbaserade applicationer. År 2006 började företaget producera den webb-baserade CRM programvara. Sedan dess producerar och utvecklar företaget endast webCRM. Utöver Danmark finns webCRM i 8 länder och stöder flera språk, inklusive Sverige och svenska språket.
År 2010 släppte webCRM ett nytt API, som tillåter användare att utbyta data från och till programvaran och andra produkter och plattformar 

## Produkt funktioner
- SMS och E-post integrering och stöd
- Två-vägs Microsoft Outlook Synkronisering
- User Management System
- Anpassningsbara Sälj Pipeline och budget
- Automatisk aktivitets- och offert uppföljning
- Förmåga att integrera information till och från andra system genom att använda API

## Egenskaper
- Typ - molnbaserat
- Plattform - Microsoft Windows
- Teknik - ASP.NET
- Licens - Kommersiell eller SaaS
- Databas Backend - MS SQL
- Office Integration stöds
- Språk som stöds -  Engelska,  Tyska, Danska,  Finska, Norska, Nederländska,  Svenska[2]